# Club Deportivo Alfaro
El Club Deportivo Alfaro es un club de fútbol de España, de la ciudad de Alfaro en La Rioja. Fue fundado en 1922 y juega en Segunda Federación desde su ascenso en la temporada 2023-24.

## Historia
El C. D. Alfaro fue fundado el 2 de julio de 1922 con la denominación de C. F. de S. S. Alfaro, jugando sus primeros encuentros en el campo de La Florida. Permaneció en categorías regionales hasta lograr su primer ascenso a Tercera División en la temporada 1958-59. Durante las siguientes ocho temporadas el club alfareño compitió con rivales de la talla del Deportivo Alavés, S. D. Eibar o C. D. Logroñés.
No regresó a categorías regionales hasta la temporada 1975-76, coincidiendo con el cambio de campo de fútbol, dejando La Florida para recalar en el recién estrenado estadio de La Molineta. El equipo terminó en 18.ª posición, regresando a Regional.
En la temporada 1981-82 el club riojano regresó de manera definitiva a categorías nacionales (exceptuando un breve paso por regional en el curso 1985-86), disputando en la temporada 1990-91 su primera promoción de ascenso a Segunda B dentro del Grupo B3 junto al C. D. Hernani (Equipo ascendido), U. D. Barbastro y C. D. Barquereño.
Diez años más tarde disputó su segunda promoción imponiéndose en el Grupo B3 al C. D. Aurrera de Ondarroa, C.D. Teruel y S. D. Laredo, comenzando la época dorada de la entidad. El ascenso se confirmó tras la contundente victoria por 5-1 sobre el conjunto guipuzcoano en la La Molineta.
En su primera temporada en Segunda B, donde por primera vez en la historia coinciden tres conjuntos riojanos (C. D. Logroñés, C. D. Calahorra y C. D. Alfaro), el equipo finalizó como colista del Grupo II, regresando a Tercera División. Un año duró el paso por la categoría al lograr el ascenso en la última jornada de la promoción frente a la S. D. Reocín. Esta etapa en la categoría de bronce del fútbol español duró cuatro temporadas, donde logró su mejor clasificación histórica al finalizar en 9.ª posición en el curso 2003-04.
En la promoción de la temporada siguiente al descenso fue campeón del Grupo XVI, cayó en primera ronda frente al C. D. Tudelano. Pese a ello, el descenso administrativo del C. D. Logroñés le permitió jugar la siguiente temporada en Segunda B en la que fue su última experiencia en la categoría al finalizar en 19.ª posición y descender a Tercera División. Hay que destacar de esa última temporada los 40 jugadores que jugaron a lo largo de la competición.
Tras su regreso a la Tercera División se convirtió en un equipo de la zona media-alta de la tabla dentro del Grupo XVI. En 2015 se produjo la absorción del C. F. Ciudad de Alfaro, club fundado en 2005, pasando a ser conocido el conjunto de Regional Preferente de La Rioja como el C. D. Alfaro "B".
La temporada 2021-22 consiguió el ascenso a Segunda Federación tras acabar segundo en la tabla y ganar la promoción de ascenso en la fase nacional con un empate a cero contra el C. D. Lealtad.
La estancia en Segunda Federación sólo duró un año. El Alfaro quedó en 15.ª posición, volviendo así a Tercera Federación.
Sólo un año después el club volvió a conseguir un ascenso, esta vez, sin necesitar del playoff, aunque llegó a disputarlo. El Alfaro acabó segundo en la tabla, con los mismos puntos que el campeón, la U. D. Logroñés "B", lo que le relegaba a intentar el ascenso mediante la promoción. Sin embargo, una vez eliminados de esta promoción, se conoció la noticia de que la U, D. Logroñés, quedaba apeada del ascenso a Primera Federación, lo que impedía el ascenso de su filial y daba una plaza en Segunda Federación al C. D. Alfaro.
En la temporada 2024-25, el Alfaro firmó un gran año en el que apenas ocupó los puestos de descenso y en el que consiguió la permanencia matemática a cuatro jornadas de finalizar la liga.

## Uniforme
- Primera Equipación: camiseta blanca, pantalón negro y medias blancas.
- Segunda Equipación: camiseta granate, pantalón blanco y medias negras.

## Estadio
Disputa sus partidos como local en el Estadio La Molineta, con capacidad para 2500 espectadores.

## Escudo
El escudo del club es de forma suiza y con los colores del club blanco y negro. 
La mitad izquierda blanca y la mitad derecha negra. 
En el punto de jefe del escudo contiene un castillo y sobre una llave que representa a la ciudad de Alfaro, también conocida como llave de Castilla.
En el centro del escudo ocupando todo el espacio medio, las letras "C.D.ALFARO".
En la punta, un balón de fútbol representa el deporte que practica el club.

## Palmarés
Nota: en negrita competiciones vigentes en la actualidad.
| Competición nacional             | Títulos            | Subcampeonatos                                                             |
| -------------------------------- | ------------------ | -------------------------------------------------------------------------- |
| Tercera División de España (1/4) | 2007-08 (Gr. XVI). | 2002-03 (Gr. XV), 2009-10 (Gr. XVI), 2011-12 (Gr. XVI), 2012-13 (Gr. XVI). |
| Tercera Federación (0/2)         |                    | 2021-22 (Gr. XVI), 2023-24 (Gr. XVI).                                      |

| Competición regional                     | Títulos           | Subcampeonatos             |
| ---------------------------------------- | ----------------- | -------------------------- |
| Copa Federación (Navarra-La Rioja) (1/0) | 2001-02.          |                            |
| Copa Federación (La Rioja) (1/0)         | 2021-22.          |                            |
| Regional Preferente de Navarra (2/0)     | 1974-75, 1980-81. |                            |
| Primera Regional de Navarra (1/3)        | 1958-59.          | 1954-55, 1955-56, 1957-58. |
| Segunda Regional de Navarra (0/1)        |                   | 1973-74.                   |

## Datos del club
- Temporadas en Primera División: 0
- Temporadas en Segunda División: 0
- Temporadas en Primera Federación: 0
- Temporadas en Segunda Federación / Segunda B: 9
- Temporadas en Tercera Federación / Tercera División: 44
- Mejor puesto en la liga: 9.º en Segunda División B (temporada 2003-04)

## Trayectoria

### Histórico de temporadas
| Temporada | División       | Puesto |
| --------- | -------------- | ------ |
| 1953-54   | 1.ª Regional   | 5.º    |
| 1954-55   | 1.ª Regional   | 2.º    |
| 1955-56   | 1.ª Regional   | 2.º    |
| 1956-57   | 1.ª Regional   | 3.º    |
| 1957-58   | 1.ª Regional   | 2.º    |
| 1958-59   | 1.ª Regional   | 1.º    |
| 1959-60   | 3.ª (Grupo IV) | 11.º   |
| 1960-61   | 3.ª (Grupo IV) | 7.º    |
| 1961-62   | 3.ª (Grupo IV) | 7.º    |
| 1962-63   | 3.ª (Grupo IV) | 7.º    |
| 1963-64   | 3.ª (Grupo IV) | 9.º    |
| 1964-65   | 3.ª (Grupo IV) | 9.º    |
| 1965-66   | 3.ª (Grupo IV) | 12.º   |
| 1966-67   | 3.ª (Grupo IV) | 15.º   |
| 1967-68   | 1.ª Regional   | 6.º    |
| 1968-69   | 1.ª Regional   | 14.º   |
| 1969-70   | 1.ª Regional   | 5.º    |
| 1970-71   | 1.ª Regional   | 5.º    |
| 1971-72   | 1.ª Regional   | 9.º    |
| 1972-73   | 1.ª Regional   | 16.º   |

| Temporada | División       | Puesto | Copa del Rey |
| --------- | -------------- | ------ | ------------ |
| 1973-74   | 2.ª Regional   | 2.º    |              |
| 1974-75   | Preferente     | 1.º    |              |
| 1975-76   | 3.ª (Grupo II) | 18.º   |              |
| 1976-77   | Preferente     | 6.º    |              |
| 1977-78   | Preferente     | 9.º    |              |
| 1978-79   | Preferente     | 13.º   |              |
| 1979-80   | Preferente     | 9.º    |              |
| 1980-81   | Preferente     | 1.º    |              |
| 1981-82   | 3.ª (Grupo IV) | 17.º   |              |
| 1982-83   | 3.ª (Grupo IV) | 10.º   |              |
| 1983-84   | 3.ª (Grupo IV) | 8.º    |              |
| 1984-85   | 3.ª (Grupo IV) | 19.º   |              |
| 1985-86   | Preferente     | 1.º    |              |
| 1986-87   | 3.ª (Grupo XV) | 8.º    |              |
| 1987-88   | 3.ª (Grupo XV) | 8.º    |              |
| 1988-89   | 3.ª (Grupo XV) | 15.º   |              |
| 1989-90   | 3.ª (Grupo XV) | 3.º    |              |
| 1990-91   | 3.ª (Grupo XV) | 4.º    | 2.ª Ronda    |
| 1991-92   | 3.ª (Grupo XV) | 6.º    | 1.ª Ronda    |
| 1992-93   | 3.ª (Grupo XV) | 10.º   | 1.ª Ronda    |

| Temporada | División         | Puesto | Copa del Rey |
| --------- | ---------------- | ------ | ------------ |
| 1993-94   | 3.ª (Grupo XV)   | 15.º   |              |
| 1994-95   | 3.ª (Grupo XV)   | 6.º    |              |
| 1995-96   | 3.ª (Grupo XV)   | 6.º    |              |
| 1996-97   | 3.ª (Grupo XV)   | 5.º    |              |
| 1997-98   | 3.ª (Grupo XV)   | 16.º   |              |
| 1998-99   | 3.ª (Grupo XV)   | 12.º   |              |
| 1999-00   | 3.ª (Grupo XV)   | 11.º   |              |
| 2000-01   | 3.ª (Grupo XV)   | 3.º    |              |
| 2001-02   | 2.ªB (Grupo II)  | 20.º   |              |
| 2002-03   | 3.ª (Grupo XV)   | 2.º    |              |
| 2003-04   | 2.ªB (Grupo I)   | 9.º    |              |
| 2004-05   | 2.ªB (Grupo II)  | 14.º   |              |
| 2005-06   | 2.ªB (Grupo III) | 13.º   |              |
| 2006-07   | 2.ªB (Grupo II)  | 17.º   |              |
| 2007-08   | 3.ª (Grupo XVI)  | 1.º    |              |
| 2008-09   | 2.ªB (Grupo II)  | 19.º   | 2.ª Ronda    |
| 2009-10   | 3.ª (Grupo XVI)  | 2.º    |              |
| 2010-11   | 3.ª (Grupo XVI)  | 7.º    |              |
| 2011-12   | 3.ª (Grupo XVI)  | 2.º    |              |
| 2012-13   | 3.ª (Grupo XVI)  | 2.º    |              |

| Temporada | División        | Puesto | Copa del Rey |
| --------- | --------------- | ------ | ------------ |
| 2013-14   | 3.ª (Grupo XVI) | 6.º    |              |
| 2014-15   | 3.ª (Grupo XVI) | 7.º    |              |
| 2015-16   | 3.ª (Grupo XVI) | 7.º    |              |
| 2016-17   | 3.ª (Grupo XVI) | 7.º    |              |
| 2017-18   | 3.ª (Grupo XVI) | 7.º    |              |
| 2018-19   | 3.ª (Grupo XVI) | 8.º    |              |
| 2019-20   | 3.ª (Grupo XVI) | 10.º   |              |

| Temporada | División             | Puesto | Copa del Rey |
| --------- | -------------------- | ------ | ------------ |
| 2020-21   | 3.ª (Grupo XVI)      | 3.º    |              |
| 2021-22   | 3.ª Fed. (Grupo XVI) | 2.º    |              |
| 2022-23   | 2.ª Fed. (Grupo II)  | 15.º   | 1.ª Ronda    |
| 2023-24   | 3.ª Fed. (Grupo XVI) | 2.º    |              |
| 2024-25   | 2.ª Fed. (Grupo II)  | 10.º   | 1.ª Ronda    |
| 2025-26   | 2.ª Fed. (Grupo II)  |        |              |

LEYENDA

 :Ascenso de categoría
 :Descenso de categoría

### Participaciones en Copa del Rey
| Temporada | Ronda     | Rival            | Ida | Vuelta   | Global |  |
| --------- | --------- | ---------------- | --- | -------- | ------ |  |
| 1975-76   | 1.ª Ronda | C. D. San Andrés | 0-0 | 1-0      | 0-1    |  |
| 1990-91   | 1.ª Ronda | C. D. Tudelano   | 2-0 | 2-1      | 3-2    |  |
| 1990-91   | 2.ª Ronda | C. D. Izarra     | 1-0 | (p.) 2-1 | 2-2    |  |
| 1991-92   | 1.ª Ronda | C. D. Mirandés   | 1-1 | 0-1      | 1-2    |  |
| 1992-93   | 1.ª Ronda | C. D. Tudelano   | 2-2 | 2-0      | 2-4    |  |
| 2008-09   | 1.ª Ronda | Águilas C. F.    | 1-0 | 1-0      | 1-0    |  |
| 2008-09   | 2.ª Ronda | C. D. Don Benito | 1-2 | 1-2      | 1-2    |  |
| 2022-23   | 1.ª Ronda | F. C. Cartagena  | 0-1 | 0-1      | 0-1    |  |
| 2024-25   | 1.ª Ronda | C. D. Tenerife   | 0-2 | 0-2      | 0-2    |  |

### Participaciones en promociones de ascenso
| Temporada | Liga             | Ronda                 | Rival                     | Ida  | Vuelta | Global |  | Ascenso |
| --------- | ---------------- | --------------------- | ------------------------- | ---- | ------ | ------ |  | ------- |
| 1957-58   | Primera Regional | Permanencia - Ascenso | Villafranca U. C.         | 15-0 | 15-0   | 15-0   |  |         |
| 1973-74   | Segunda Regional | Liguilla              | C. D. Azkoyen             | 2-1  | 0-1    | 1.º    |  |         |
| 1973-74   | Segunda Regional | Liguilla              | C. D. Oberena Junior      | 5-1  | 1-4    | 1.º    |  |         |
| 1973-74   | Segunda Regional | Liguilla              | C. D. Náxara              | 7-0  | 1-2    | 1.º    |  |         |
| 1973-74   | Segunda Regional | Liguilla              | C. D. Zarramonza          | 8-2  | 1-3    | 1.º    |  |         |
| 1973-74   | Segunda Regional | Liguilla              | C. D. Larrate             | 6-1  | 4-2    | 1.º    |  |         |
| 1990-91   | Tercera División | Liguilla              | C. D. Hernani             | 1-0  | 1-0    | 3.º    |  |         |
| 1990-91   | Tercera División | Liguilla              | U. D. Barbastro           | 1-1  | 4-2    | 3.º    |  |         |
| 1990-91   | Tercera División | Liguilla              | C. D. Barquereño          | 3-1  | 1-0    | 3.º    |  |         |
| 2000-01   | Tercera División | Liguilla              | C. D. Teruel              | 4-4  | 4-1    | 1.º    |  |         |
| 2000-01   | Tercera División | Liguilla              | C. D. Laredo              | 3-0  | 1-2    | 1.º    |  |         |
| 2000-01   | Tercera División | Liguilla              | C. D. Aurrera de Ondarroa | 5-1  | 2-0    | 1.º    |  |         |
| 2002-03   | Tercera División | Liguilla              | Zalla U. C.               | 0-1  | 1-2    | 1.º    |  |         |
| 2002-03   | Tercera División | Liguilla              | U. D. Fraga               | 0-1  | 2-1    | 1.º    |  |         |
| 2002-03   | Tercera División | Liguilla              | S. D. Reocín              | 0-4  | 3-2    | 1.º    |  |         |
| 2007-08   | Tercera División | Semifinal             | C. D. Tudelano            | 4-0  | 3-1    | 1-7    |  |         |
| 2009-10   | Tercera División | Cuartos de final      | Arroyo C. P.              | 3-1  | 4-0    | 3-5    |  |         |
| 2009-10   | Tercera División | Semifinal             | C. C. D. Cerceda          | 1-0  | 3-0    | 1-3    |  |         |
| 2011-12   | Tercera División | Cuartos de final      | C. D. Montuiri            | 1-1  | 1-3    | 1-7    |  |         |
| 2012-13   | Tercera División | Cuartos de final      | A. D. Unión Adarve        | 1-0  | 0-1    | 2-0    |  |         |
| 2020-21   | Tercera División | Semifinal             | C. D. Varea               | 2-0  | 2-0    | 2-0    |  |         |
| 2020-21   | Tercera División | Final                 | U. D. Logroñés Promesas   | 1-2  | 1-2    | 1-2    |  |         |
| 2021-22   | Tercera División | Cuartos de final      | Casalarreina C. F.        | 3-0  | 3-0    | 3-0    |  |         |
| 2021-22   | Tercera División | Semifinal             | C. D. Varea               | 1-0  | 1-0    | 1-0    |  |         |
| 2021-22   | Tercera División | Final                 | C. D. Lealtad             | 0-0  | 0-0    | 0-0    |  |         |
| 2023-24   | Tercera División | Cuartos de final      | S. D. Oyonesa             | 4-1  | 2-2    | 6-3    |  | [ 11 ]  |

## Filial
El conjunto filial entre 1990 y 1995 tuvo la denominación de C. D. Alfaro Promesas. Desde 2015, el C. F. Ciudad de Alfaro, tras su absorción, cumple el papel de filial en Regional Preferente de La Rioja con el nombre de C. D. Alfaro B.